# Hina matsuri
« Hinamatsuri » redirige ici. Ne doit pas être confondu avec la série de manga Hinamatsuri.
Pour les articles homonymes, voir Hina.
Hina matsuri (雛祭り, littéralement « fête des poupées ») est une fête traditionnelle qui a lieu chaque année au Japon le 3 mars, jour consacré aux petites filles.
Les jours précédant le 3 mars, les petites filles japonaises exposent de précieuses poupées posées sur des petites estrades à plusieurs niveaux. Ces poupées spéciales, qui se transmettent parfois de génération en génération, sont rangées dans un carton tout le reste de l'année. Elles représentent des personnages de la cour impériale de l'ère Heian.

## Origine et tradition
Hina matsuri remonte à l'époque Heian. Elle fait partie des cinq « festivals de saison » (五節句, go-sekku) correspondant aux dates du calendrier traditionnel chinois : le premier jour du premier mois, le troisième jour du troisième mois, etc. Après l'adoption du calendrier grégorien par le Japon, les dates de ces fêtes ont été fixées au 1er janvier, au 3 mars, au 5 mai, au 7 juillet et au 9 septembre. La fête a d'abord été appelée « festival des pêches » (桃の節句, momo no sekku) car les fleurs de pêchers s'ouvraient à cette période. Ce n'est plus le cas depuis le passage au calendrier grégorien, mais le nom est encore utilisé et les pêches restent un symbole de cette fête.

### Historique
La plus ancienne trace d'utilisation de poupées lors du « festival des pêches » remonte à 1625 avec Oki-ko, la fille de l'empereur Go-Mizunoo. Les dames de la cour impériale lui ont disposé des accessoires pour qu'elle puisse jouer avec des poupées (雛遊び, hina asobi). Après qu'Oki-ko succède à son père sous le nom d'impératrice Meishō, « Hina Matsuri » devient le nom officiel de la fête en 1687. Les fabricants de poupées commencent alors à fabriquer des poupées élaborées pour le festival, certaines faisant jusqu'à un mètre de haut jusqu'à ce que la loi limite leurs tailles. La disposition des poupées ou 雛飾り (hinakazari) évolue ensuite pour inclure jusqu'à quinze poupées et leurs accessoires. Les escaliers sont ajoutés pour mettre les poupées les plus chères hors de portée des jeunes enfants.
Pendant l'ère Meiji, le Japon se modernise et le pouvoir politique passe du shogunat au gouvernement de Meiji qui a sa tête l'empereur, même si le rôle politique de ce dernier sera symbolique. Hina matsuri et d'autres fêtes similaires sont alors remplacées par de nouvelles fêtes célébrant le lien entre l'empereur et sa nation, mais la fête est ensuite restaurée : en mettant l'accent sur le mariage et la famille, elle représente les espoirs et les valeurs du Japon, et les poupées étant censées représenter l'empereur, l'impératrice et leur cour, elles symbolisent aussi le respect pour le trône impérial. La fête s'est aussi répandue dans d'autres pays à travers la diaspora japonaise, mais demeure restreinte aux émigrés japonais et à leur descendance.

### Tradition

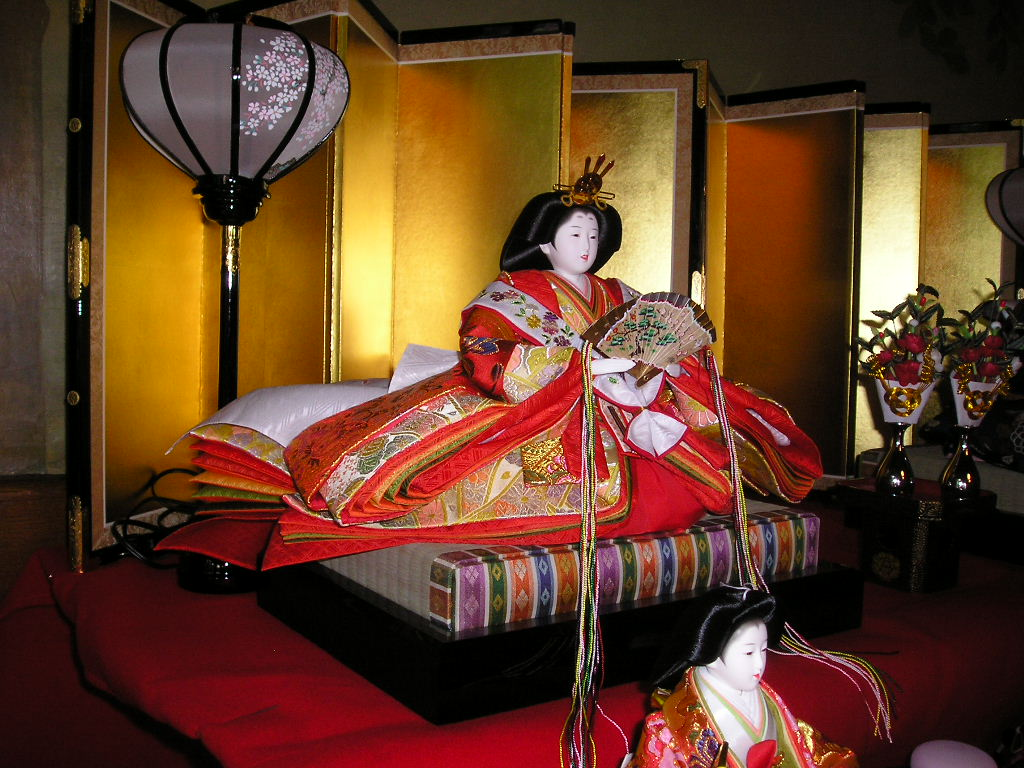
Impératrice et son costume de l'ère Heian.

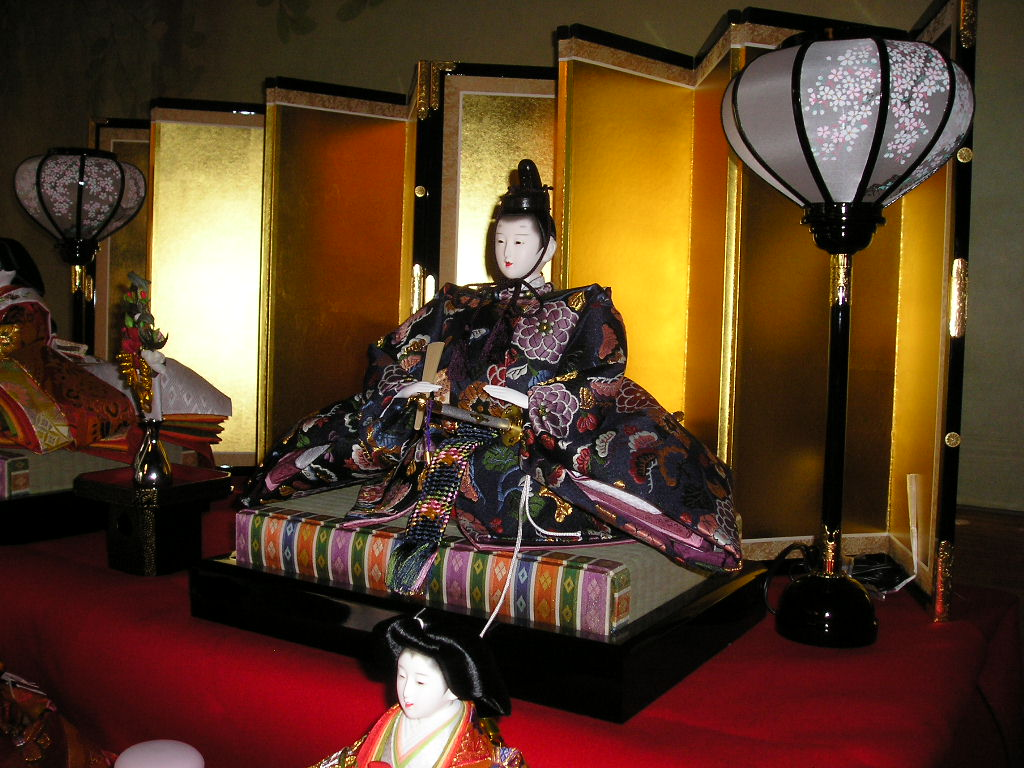
Empereur et son costume de l'ère Heian.

Le principal aspect du Hina matsuri est l'exposition de poupées, en particulier les deux principales, la « poupée homme » (男雛, obina) et la « poupée femme » (女雛, mebina), qui représentent des mariés de l'ère Heian, mais qui sont plus souvent décrits comme l'empereur et l'impératrice du Japon, généralement sur un tissu rouge. Ce sont souvent des poupées traditionnelles très détaillées, mais à défaut de poupées, on peut représenter un couple en origami ou deux images. Les dispositions plus élaborées se font sur une estrade en escalier (雛壇, hinadan) avec d'autres poupées représentant des dames de la cour, des musiciens et des serviteurs, avec toutes sortes de vêtements et d'accessoires. L'ensemble des poupées et des accessoires est appelé hinakazari (雛飾り). Le nombre d'étages et de poupées qu'il contient dépend des familles et de leur budget.
Les familles s'assurent normalement d'avoir au moins les deux poupées principales pour le premier Hina matsuri de leurs filles. Les poupées sont souvent très chères, et peuvent se passer dans les familles de génération en génération. Les éléments du hinakazari passent le plus clair de l'année rangés, et les filles et leurs mères commencent à les exposer quelques jours avant le 3 mars (les garçons ne participent généralement pas, la fête du Tango no sekku le 5 mai leur étant traditionnellement consacrée). Les poupées doivent être rangées dès le lendemain du Hina matsuri, la superstition voulant que si elles restent trop longtemps en place, la fille de la maison se mariera plus tard, mais certaines familles les laissent en place pendant tout le mois de mars. L'encouragement à ranger rapidement les poupées vient de l'humidité qui règne pendant le mois de mars après la fête et qui pourrait les endommager. Historiquement, les poupées étaient aussi utilisées comme jouets, mais de nos jours il s'agit de poupées de collection uniquement décoratives. Les poupées ne sont généralement plus exposées après le dixième anniversaire de la fille de la maison.
Les poupées étaient supposées protéger des mauvais esprits. Des cérémonies de nagashi-bina (流し雛, littéralement « poupées flottantes ») se tiennent également partout au Japon à cette période, où des poupées de papier ou de paille sont placées sur des barques flottant sur les rivières, afin d'emporter avec elles les péchés et les impuretés. À certains endroits comme le musée des poupées Nagashibina à Tottori, la cérémonie a lieu selon les dates du calendrier luni-solaire traditionnel, plutôt qu'à la date fixe du 3 mars.
Pour célébrer Hina matsuri, on boit traditionnellement du amazake, du shirozake ou du tôkashu, bières traditionnelles peu ou pas alcoolisées à base de riz, et on mange des hina arare, biscuits à base de riz et des sushis chirashi, ainsi que des sakuramochi et de la soupe de coquillages (うしお汁, ushiojiru), les coquilles symbolisant un couple uni. Des sucreries kinkatō (金花糖) sont habituellement placées en offrandes devant l'autel des poupées.

## Disposition des poupées

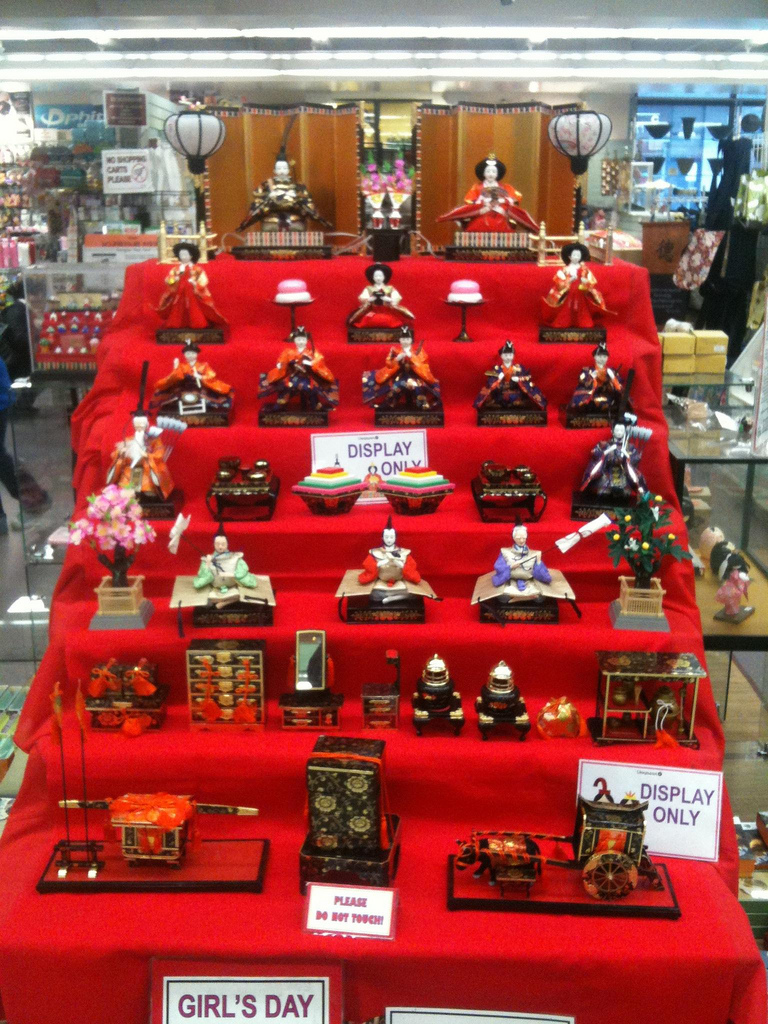
Disposition complète de poupées sur sept niveaux.

La disposition des poupées (notamment l'empereur et l'impératrice) à gauche ou à droite dépend des régions et des traditions familiales, mais l'ordre des poupées par étage est le même. L’escalier sur lequel sont disposées les poupées est appelé hinadan (雛壇), il est recouvert d’un tapis de feutre rouge nommé dankake (段掛) ou simplement hi-mōsen (緋毛氈). La description qui suit est celle de la disposition la plus complète, comme sur la photographie. Cependant, on peut se contenter d'un ensemble plus simple, avec seulement le couple impérial.

### Premier niveau

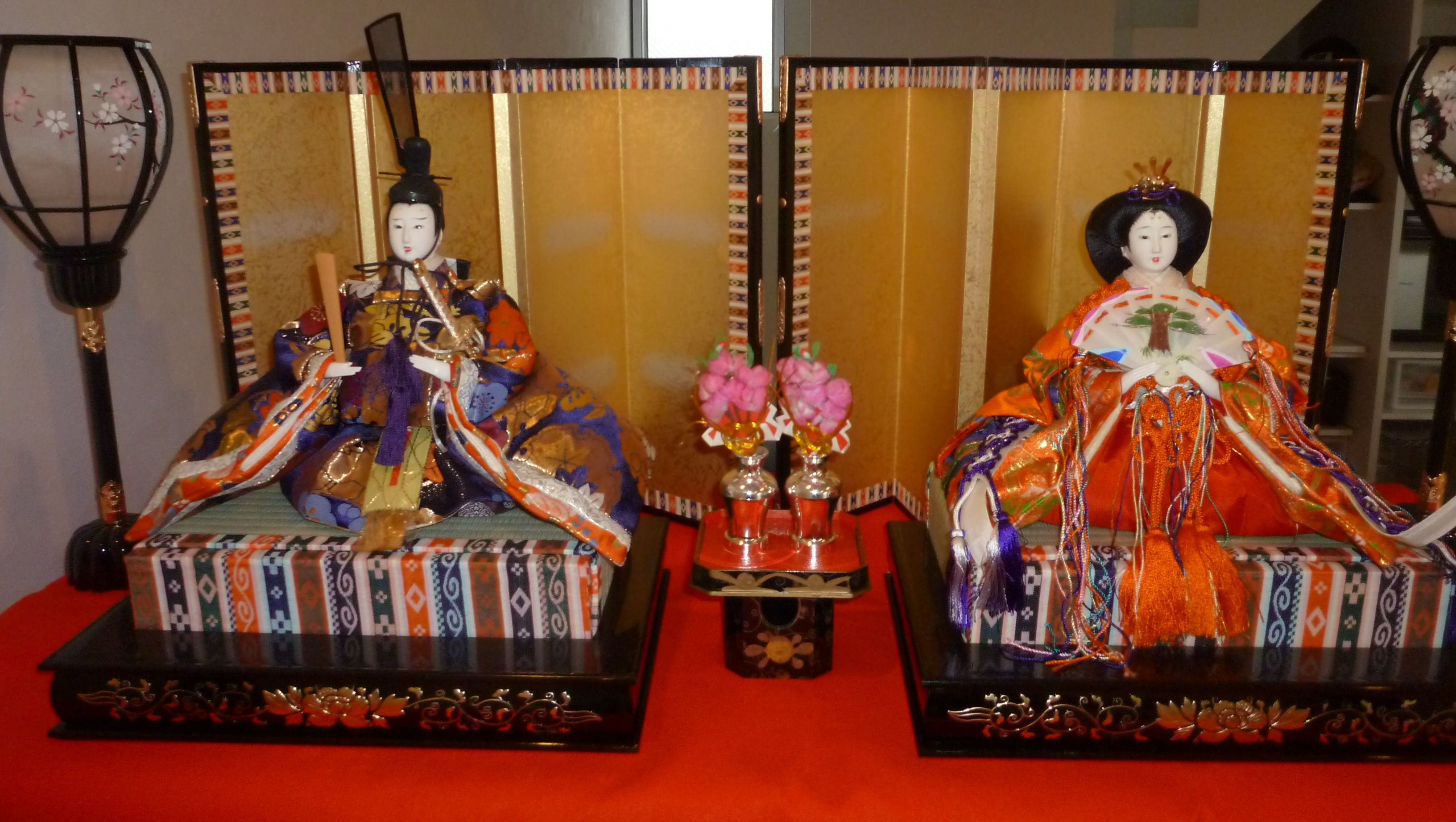
Les deux poupées du couple impérial devant leur paravent doré, au sommet de l'estrade. Les lampes traditionnelles, optionnelles, sont partiellement visibles ici.

Sur le niveau le plus haut se trouvent les deux « poupées impériales » (内裏雛 (だいりびな), dairi-bina), le mot dairi désignant la résidence de l'Empereur du Japon. La poupée homme, obina, tient un bâton rituel (笏, shaku) tandis que la poupée femme mebina tient un éventail. Le couple est également connu sous les noms de tono (殿, seigneur) et hime (姫, princesse), ou encore お内裏さま (O-Dairi-sama) et お雛さま (O-Hina-sama). Bien qu'ils soient appelés Empereur et Impératrice, ils représentent des fonctions et non de vrais individus (sauf pendant l'ère Meiji où certaines poupées représentaient l'Empereur Meiji et son épouse l'Impératrice Shōken).
Un paravent (屏風, byōbu) doré fait souvent office d'arrière-plan et des arbres verts sont placés de part et d'autre du couple impérial. On peut aussi ajouter deux lampes traditionnelles (雪洞, bonbori) et des lanternes de papier ou de soie hibukuro (火袋), généralement décorées de motifs de cerisiers ou de pruniers en fleurs.
Les dispositions les plus complètes ajoutent aussi des accessoires placés entre les deux poupées, appelés sanbō kazari (三方飾), composés de deux vases de branches de pêcher (口花, kuchibana) artificielles.
En général, dans le Kansai la poupée masculine se trouve à droite, tandis que dans le Kantō elle se trouve à gauche (du point de vue du spectateur).

### Deuxième niveau
Sur le deuxième niveau sont disposées trois dames de cour (三人官女, san-nin kanjo) servant le saké au couple impérial. Deux d'entre elles sont debout et portent des pichets de saké, l'un avec une poignée longue (長柄の銚子, nagae no chōshi) et l'autre avec une poignée courte (加えの銚子, kuwae no chōshi). La troisième dame (三方, Sanpō) se place au milieu devant une petite table et peut être assise ou à genoux.
Entre les dames se trouvent des accessoires nommés 高坏 (takatsuki), constitués de tablettes rondes portant des sucreries de saison à l'exception des hishi mochi qui sont placés sur un autre niveau.

### Troisième niveau
Cinq musiciens (五人囃し, Go-nin bayashi) se tiennent sur la troisième marche. Chacun d'entre eux tient un instrument de musique, sauf le chanteur qui porte un éventail, :
1. Petit tambour (太鼓, Taiko?), assis,
2. Grand tambour (大鼓, Ōtsuzumi?), debout,
3. Tambour à main (小鼓, Kotsuzumi?), debout,
4. Flûte (笛, Fue?), ou 横笛 (Yokobue?), assis,
5. Chanteur (謡い方, Utaikata?), avec un éventail pliant (扇子, sensu?), debout.

Dans certains anciens ensembles, on trouvait sept voire dix musiciens. Dans au moins l'un d'entre eux, les musiciens étaient des femmes.

### Quatrième niveau
La quatrième étagère inclut souvent deux ministres (大臣, daijin), qui représentent soit les gardes du corps de l'empereur, soit des administrateurs à Kyoto : le ministre de gauche (左大臣, sadaijin) et le ministre de droite (右大臣, udaijin). Ils sont tous les deux équipés d'arcs et de flèches. Le ministre de droite est généralement représenté jeune et celui de gauche plus âgé, car cette position est réservée à l'aîné des deux. Parce que les poupées sont placées relativement l'une à l'autre, le ministre de droite est en fait à droite de la scène (donc à gauche du point de vue du spectateur) et le ministre de gauche de l'autre côté,.
Entre les deux poupées sont placées des tables couvertes de bols, appelées 掛盤膳 (kakebanzen) ou お膳 (o-zen). On place également des hishimochi, des petits mochi tricolores, en forme de losange, sur des tablettes de même forme.
Juste devant les ministres se trouvent des arbustes : à droite un mandarinier (右近の橘, Ukon no tachibana), à gauche un cerisier en fleurs (左近の桜, Sakon no sakura).

### Cinquième niveau
La cinquième marche, entre les arbres, contient trois serviteurs (仕丁, shichō) ou protecteurs (衛士, eji) du couple impérial, :
1. Buveur qui pleure (泣き上戸, nakijōgo?),
2. Buveur en colère (怒り上戸, okorijōgo?),
3. Buveur qui rit (笑い上戸, waraijōgo?).

### Niveaux inférieurs
Sur les niveaux inférieurs sont présents divers personnages et accessoires miniatures, comme des chars à bœufs.

#### Sixième niveau
On y trouve des objets et des meubles utilisés au palais impérial :
- 箪笥 (tansu?) : commode à cinq tiroirs, parfois avec des portes supplémentaires couvrantes.
- 長持 (nagamochi?) : grand coffre de rangement des kimonos.
- 挟箱 (hasamibako?) : coffre de rangement de vêtements plus petit, placé sur le nagamochi.
- 鏡台 (kyōdai?) : littéralement « porte-miroir », une commode plus petite surmontée d'un miroir.
- 針箱 (haribako?) : nécessaire de couture.
- Deux 火鉢 (hibachi?) : braseros.
- 台子 (daisu?) : un ensemble de お茶道具 (ocha dōgu?) ou 茶の湯道具 (cha no yu dōgu?), c'est-à-dire des ustensiles pour la cérémonie du thé.

#### Septième niveau
On y trouve d'autres objets et meubles utilisés au palais impérial :
- 重箱 (jubako?), un ensemble de boîtes laquées imbriquées, tenues ensemble soit par une corde passée autour d'elles, soit par une poignée rigide.
- 御駕籠 / 御駕篭 (gokago?), un palanquin.
- 御所車 (goshoguruma?), un char à bœufs utilisé par les nobles de l'ère Heian. Il peut aussi être appelé 牛車 (gisha / gyuusha?).
- Moins fréquemment, 花車 (hanaguruma?), une charrette de fleurs tirée par un bœuf.